# Grâce-Uzel
Grâce-Uzel é uma comuna francesa na região administrativa da Bretanha, no departamento Côtes-d'Armor. Estende-se por uma área de 7,89 km². Em 2010 a comuna tinha 439 habitantes (densidade: 55,6 hab./km²).